# Sostanza P
La Sostanza P è un neuropeptide, un peptide a catena corta, appartenente alla famiglia delle tachichinine, che agisce da neurotrasmettitore nei mammiferi.

## Storia
È il primo neuropeptide a essere stato isolato: venne infatti descritto per la prima volta nel 1931 dallo svedese Ulf Von Euler, Premio Nobel per la Medicina nel 1970, e dal britannico John Gaddum, in estratti alcolici di cervello equino e nell'intestino del coniglio. Mostrava attività ipotensiva e una potente azione stimolante sul digiuno differente da quelle conosciute. Venne chiamata "sostanza P" a causa di onde di contrazione associate, denominate "P" nei tracciati. Fu isolata in forma pura dall'ipotalamo bovino solo 40 anni dopo e sequenziata nel 1973.

## Struttura
Il polipeptide è composto da 11 aminoacidi con sequenza: Arg-Pro-Lys-Pro-Gln-Gln-Phe-Phe-Gly-Leu-Met. La regione N-terminale non è essenziale per l'attività; lo sono invece molti frammenti C-terminali: Peptidi contenenti gli ultimi otto (4-11), sette (5-11) o sei (6-11) amminoacidi hanno attività maggiore o uguale del peptide completo degli undici aminoacidi.

## Recettore
Il recettore endogeno della Sostanza P è il recettore 1 della neurochinina (NK1R), appartenente alla famiglia dei recettori accoppiati a proteine G.

## Funzione
La Sostanza P è presente nel sistema nervoso centrale, dove agisce da neurotrasmettitore e nel tratto gastrointestinale dove agisce da ormone locale. È implicata nella modulazione del dolore e nel vomito.
La Sostanza P è un potente vasodilatatore e provoca marcata ipotensione in molte specie animali e negli esseri umani. La vasodilatazione appare conseguire a un effetto inibitorio diretto sulla muscolatura liscia della parete delle arteriole.
Al contrario degli effetti sulle arteriole, la Sostanza P stimola la contrazione delle fibre muscolari lisce di vene, tratto gastrointestinale, bronchi.
Causa inoltre secrezione nelle ghiandole salivari, diuresi e natriuria nel rene, e molteplici effetti nel sistema nervoso centrale e periferico.
Sono stati sintetizzati analoghi della Sostanza P che ne antagonizzano gli effetti in-vivo e in-vitro.

## Animali privi di Sostanza P

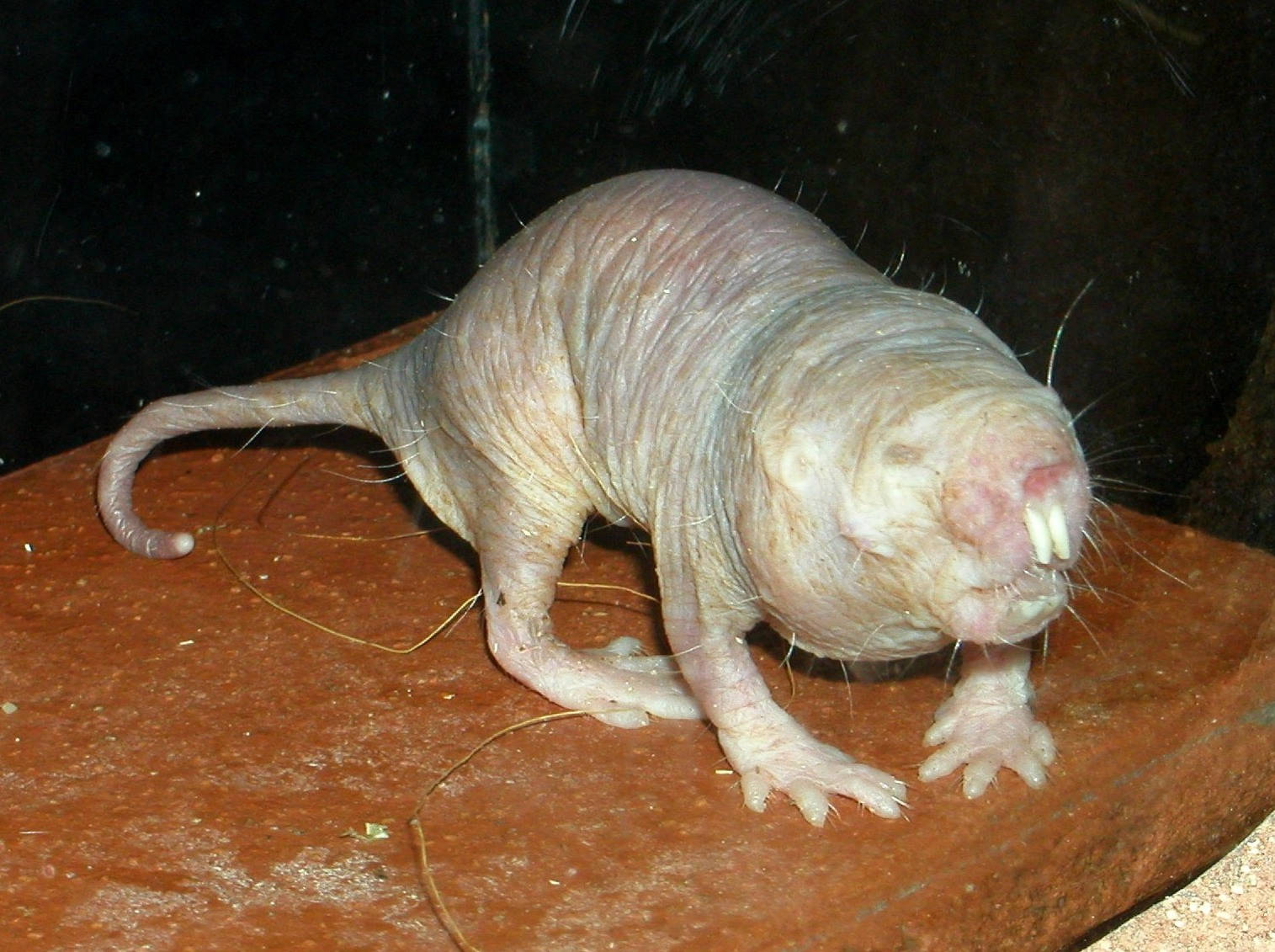
Eterocefalo glabro, piccolo mammifero privo di sostanza P.

La sostanza P è assente nell'Eterocefalo glabro, un roditore dell'Africa orientale che vive sotto terra in colonie, è cieco, è poco sensibile al dolore e, caso eccezionale fra i mammiferi, è un animale a sangue freddo. La ridotta sensibilità agli stimoli dolorifici e la mancanza dei meccanismi di termoregolazione sono attribuiti all'assenza di recettori per la sostanza P.